# Gerda Assarsson
Gerda Augusta Assarsson, född Smitt 30 april 1869 i Västervik, död där 26 oktober 1942, var en svensk kvinnosakskvinna. Hon var en av de ledande kvinnorna inom rösträttsrörelsen i Kalmar län som ordförande i Föreningen för kvinnans politiska rösträtt i Västervik, och blev 1915 den första kvinnan som valdes in som ledamot i fullmäktige i Västerviks stad. 

## Politisk karriär
1915 valdes Gerda Assarsson som ledamot av fullmäktige i Västerviks stad. Därmed blev hon den första kvinnliga stadsfullmäktigeledamoten. Hennes första sammanträdde i stadsfullmäktige ägde rum 14 januari 1915. I november 1916 höll hon ett uppmärksammat tal om vikten av bildning och lärande, och vad Assarsson såg som vänsterns låga värdesättning av "intelligensarbete".
I egenskapen av stadsfullmäktigeledamot förespråkade hon konservativa idéer, vilket hon även gjorde som ledamot av stadens pensionsnämnd och fattigvårdsstyrelse. Hon kandiderade till omval i kommunalvalet i december 1918 på "Borgerliga listan", men blev inte omvald. Vid ett nyval i mars 1919 blev hon dock återigen invald i stadsfullmäktige. Vid det valet valdes ytterligare en kvinna in i stadsfullmäktige, Anna Kronbäck för de frisinnade. Bägge valdes om vid stadsfullmäktigevalen 1922. Hon avsade sig uppdraget i stadsfullmäktige 1925, men fortsatte att engagera sig i nämnder, styrelser och föreningar i Västervik.
Hon var under många år därtill ombudsman för Allmänna valmansförbundet i norra Kalmar län, och kandiderade till Andra kammaren för Högerpartiet, utan att komma in.
Assarsson var från föreningens grundade också ordförande för Landsföreningen för kvinnans politiska rösträtt i Västervik, och en av de drivande krafterna i Svenska folkförbundet i staden. Hon grundade Västerviks Moderata Kvinnoförening 1911, samma år som Ebba von Eckermann grundade Stockholms Moderata Kvinnoförbund. När Sveriges Moderata Kvinnoförbund (SMKF) grundades blev hon ledamot av styrelsen. När SMKF uppgick i Centrala Kvinnorådet blev Assarsson vice ordförande, under Alexandra Skoglund som ordförande.

## Familj
Assarsson var dotter till Johan Daniel Smitt, lektor i matematik vid Västerviks högre allmänna läroverk, och hans maka Johanna Vilhelmina, född Nelander, samt dotterdotter till Johan Peter Nelander, Västerviks förste borgmästare. Hon hade två bröder, provisorn Carl Johan Smitt och överstelöjtnanten Hjalmar Ertman Smitt. Fadern var initiativtagare till Västerviks Högre Flickskola, där Assarsson senare även var elev. Under uppväxten lärde tog hon pianolektioner och lärde sig även franska. År 1887 gifte hon sig med adjunkten Nils Olsson Assarsson (1852–1923). De fick sex barn; två av döttrarna avlade studentexamen.